# Hiroshima mon amour
Hiroshima mon amour és una pel·lícula francojaponesa del 1959. Es tracta d'un film romàntic, mesclat amb elements de documental i cinema d'assaig. Va ser dirigida pel francès Alain Resnais, amb un guió de Marguerite Duras. Parla sobre la relació entre una dona francesa i un home japonès. És el primer film de la Nouvelle Vague francesa i va innovar en l'ús dels salts enrere.

## Argument
La pel·lícula tracta de les experiències d'una actriu francesa (Reva), anomenada Elle ('ella'), que interpreta el paper d'una infermera en una producció rodada en la Hiroshima de postguerra. Es troba amb un arquitecte japonès (Eiji Okada), anomenat Lui ('ell'), i al marge de la seua família, esdevenen amants. El principi de la pel·lícula conta, en estil documental, els efectes de la bomba atòmica sobre Hiroshima, narrats des de la llunyania per personatges sense identificar. L'home estava en l'exèrcit japonès i la seua família era a la ciutat aquell dia.
Emprant salts enrere mentre es narra la història d'amor del 1959, la dona parla de les seues experiències durant la Segona Guerra mundial, a Nevers, França, on va estar lligada a un jove soldat alemany durant l'ocupació, cosa que va suposar el rebuig de la societat quan va acabar la contesa.

## Producció
Segons James Monaco, Resnais primer volia rodar un documental sobre la bomba atòmica, però després d'uns mesos no veia com tirar endavant el projecte sense que s'assemblés a altres documentals que havia realitzat, com el de Nuit et brouillard sobre l'holocaust o Les statues meurent aussi. Després va parlar amb el seu productor i, tot bromejant, va dir que el film no era possible si Marguerite Duras no escrivia el guió.
Finalment, va ser una coproducció entre companyies japoneses i franceses. Els productors van estipular que un dels personatges havia de ser francès i un altre japonès, així com que el film s'havia de rodar a ambdós països.

## Rellevància
Hiroshima mon amour ha estat descrit com el Naixement d'una nació de la Nouvelle Vague francesa pel crític americà Leonard Maltin, ja que el seu estil innovador va contribuir a la inspiració del moviment. Un dels directors d'aquest corrent francès, en Jean-Luc Godard, va definir la inventiva de la pel·lícula com "William Faulkner més Stravinsky", tot celebrant la seua originalitat, a la vegada que el considerava "el primer film sense cap referència cinematogràfica".
Entre les diferents innovacions de Resnais, destaca l'ús de seqüències breus de salts enrere que s'interposen entre les escenes per suggerir la idea de breus flaixos de memòria. Posteriorment, Resnais n'empraria de similars en L'année dernière à Marienbad.

## Una pel·lícula de Resnais
El film és típic de la filmografia resnaisiana quant a tema, estructura narrativa i estil de so i imatge. Els dos tòpics més comuns del francès són l'impacte del passat en els personatges i els efectes de la memòria. En Hiroshima mon amour, la dona determina que, només amb el pas del temps, ella oblidarà les seues experiències a Nevers i tracta de convèncer l'home que el pas del temps els farà oblidar la seua història d'amor al Japó. Com altres films de Resnais, aquest no compleix els preceptes de l'estructura clàssica; així, la memòria de la dona és contada en imatges, ja que el que viu al present li porta records del seu amant alemany. la pel·lícula va guanyar el premi FIPRESCI,
Resnais sol emprar recursos no neutrals en els seus films, que serveixen com a símbols per als personatges; el present a Hiroshima se'ns mostra violent i amb imatges d'aldarulls, que l'espectador associa amb la destrucció causada per la bomba atòmica. A banda, quan se'ns introdueixen els personatges, d'inici se'ls escolta i es mostren parts del seu cos. Només gradualment se'ns revela la identitat dels amants.
El director combina ficció i documental, amb violentes imatges de la bomba atòmica, que contrasten amb la història d'amor.